# Peltula tortuosa
Peltula tortuosa är en lavart som först beskrevs av Christian Gottfried Daniel Nees von Esenbeck, och fick sitt nu gällande namn av Wetmore. Peltula tortuosa ingår i släktet Peltula och familjen Peltulaceae.   Inga underarter finns listade i Catalogue of Life.